# Lena d'Água
Helena Maria de Jesus Águas, conhecida como Lena d'Água (Lisboa, 16 de junho de 1956), é uma cantora e autora portuguesa.

## Biografia
Nasceu em Lisboa no dia 16 de Junho de 1956, primeira filha de José Pinto de Carvalho Santos Águas, nascido em Luanda e de sua mulher Maria Helena de Jesus Lopes, nascida em Lisboa. 

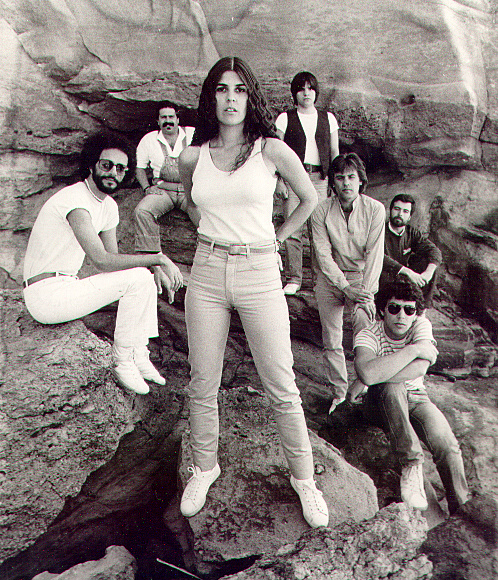
Lena e Atlântida, em 1982.

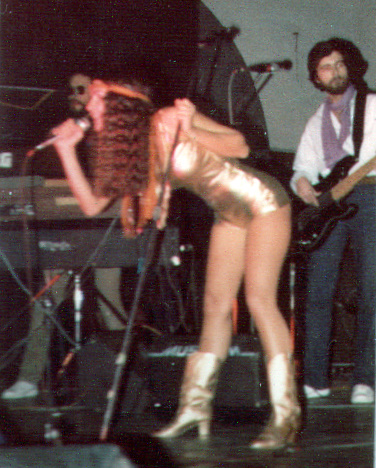
Banda Atlântida com Lena d'Água em concerto, 1982.

Estreou-se oficialmente em palco numa noite de Março de 1976, com os Beatnicks, na festa dos finalistas do Liceu de Sintra. 
Percorreu o país com com os Beatnicks, a banda de Ramiro Martins, com quem era casada. Os Beatnicks não gravaram durante o período em que com eles colaborou, dois anos fechados com um concerto no Coliseu de Lisboa, em Março de 1978.
Depois fez coros para Marco Paulo e António Calvário, também para os Gemini no Festival da Eurovisão em Paris.
Fez o disco para crianças  “Qual É Coisa, Qual É Ela?”, que foi a primeira experiência criativa com Luís Pedro Fonseca e José da Ponte, dos futuros Salada de Frutas, e com quem também trabalhou bastante em músicas para publicidade.
De 1980 a 1981 integrou os Salada de Frutas, que lançam em 1980 através da editora Rossil, o álbum Sem Açúcar com relativo sucesso comercial. Em Maio de 1981 gravam o seu single mais famoso: Robot/Armagedom que foi um enorme sucesso, vendendo mais de 30 mil exemplares em Portugal.
Em 1981 separa-se dos Salada de Frutas, junto com Luis Pedro Fonseca, formando o que viria a ser Lena d'Água e a Banda Atlantida, que resultam em dois álbuns - Perto de Ti, de 1982 e Lusitânia, de 1984.
EM 1986 e 1987 edita álbuns em nome próprio - Terra Prometida e Aguaceiro. Do album Terra prometida rodou nas rádios (e nas televisões) o single Dou-te Um Doce.
Em 1989 lança um album baseado no espólio inexplorado de António Variações, embora sem grande sucesso. As músicas serão novamente exploradas em 2004 pelo coletivo Humanos, que revisitaram algumas das mesmas músicas - A Teia, Adeus, Já Não Sou Quem Era e A Culpa É da Vontade.
Em 1992 grava e edita um álbum de música para crianças - Ou Isto Ou Aquilo - cantando poesias do livro homónimo de Cecília Meirelles, musicadas em 1978 por Luís Pedro Fonseca para uma encenação de José Caldas.
Em 1994 edita As Canções Do Século, em conjunto com a cantora lírica Helena Vieira e Rita Guerra. Mas nesta altura já vivia com problemas de adição, que a afastaram do publico alguns anos.
A partir de 1999 explora a sua paixão pelo jazz, centrada nas cantoras Billie Holiday e Elis Regina, com músicos do Hot Clube de Portugal. Esta fase culmina com o álbum Sempre de 2005, gravado no Hot Clube de Portugal.
No final de 2024 lançou um novo álbum, "Tropical Glaciar", com autoria de Pedro da Silva Martins.